# Nevropsihologija
Nevropsihologija je psihološka znanstvena disciplina, ki se raziskovalno ukvarja s povezovanjem izsledkov o anatomskih strukturah in nevrofizioloških procesih v možganih, ki so običajno plod dela raziskovalcev na področju biomedicinskih ved na eni strani ter specifičnimi psihološkimi procesi na drugi. 
Kognitivna nevropsihologija se pri tem osredotoča na vračanje funkcij, ki so zmanjšane zaradi možganskih poškodb. Klinična nevropsihologija je praktična uporaba nevropsiholoških ugotovitev pri obravnavi pacientov z nevrokognitivnimi deficiti.